# Яхмос-Нефертари
Яхмос-Нефертари, Яхмес-Нефертари — одна из самых могущественных и известных женщин за всю историю Египта, политические и религиозные титулы которой стали основой для создания нового государственного и сакрального статуса супруг фараонов XVIII династии.
Жена царя-освободителя Египта от гиксосского владычества и, одновременно, своего брата Яхмоса I, Яхмос Нефертари была внучкой легендарной царицы Тетишери, «бабушки XVIII династии», дочерью фараона Секененра Таа II и царицы Яххотеп I и, наконец, матерью фараона Аменхотепа I и принцесс Саткамос и Сатамон.

## Имя и титулы
В её имени иероглиф «нефер» означающий — «пригожая», «совершенная», « счастливая», «прекрасная».
Её титулы: «дочь царя», «сестра царя», «жена царя», «Великая жена царя», «мать царя», а также «Вождь Верхнего и Нижнего Египта», «Второй пророк Амона», а впоследствии «Верховная жрица Амона».
Яхмос Нефертари была первой женщиной из дома царей XVIII династии, которая приняла титул хемет нечер (hm.t-nTr) — «супруга бога», а, кроме того, сыграла большую роль в реформировании системы жречества храма Амона в Карнаке. Сам факт принятия титула, приблизившего царицу к миру богов, был отражён в тексте стелы, воздвигнутой Яхмосом I в храме верховного фиванского божества. Позже этот титул, ставший важнейшей составляющей сакрального статуса египетских цариц эпохи Нового царства и Позднего времени был передан наследницам Яхмос-Нефертари — Меритамон и, позже, знаменитой царице Хатшепсут.

## Биография
Резиденция «супруги бога» была сооружена при Яхмос Нефертари на западном берегу Нила, напротив Карнака; Она основала школу для женщин-жриц в Фивах и сама заведовала ей, а также у неё был заместитель который вёл дела в её отсутствие.
Яхмес Нефертари была регентшей при сыне Аменхотепе I и дожила до преклонных лет.
До нас дошло значительное число источников, повествующих об активной деятельности Яхмос-Нефертари, которая ввела ряд важных новшеств в храмовые службы крупнейших фиванских храмов, а также участвовала во всех начинаниях своего супруга — от открытия новых каменоломен, вплоть до сооружения монументальных памятников. В тексте одной из стел этого времени приводится интересный факт, повествующий о том, что фараон Яхмос I советовался со своей всесильной супругой даже перед тем, как принять решение о сооружении кенотафа царицы Тетишери в Абидосе.
Царица пережила своего супруга на значительный срок и долгие годы исполняла функции регентши при своём малолетнем сыне Аменхотепе I. Текст, датирующийся первым годом правления его преемника, Тутмоса I, свидетельствует, что Яхмос-Нефертари, возможно, пережила и своего сына. Царица была обожествлена посмертно и с беспрецедентной славой почиталась как великая покровительница Фив вместе с Аменхотепом I. Особенно популярен их культ был в Дейр-эль-Медине — посёлке строителей царских гробниц, которые считали великую царицу и её сына своими покровителями.
Яхмос-Нефертари на протяжении веков считалась образцом благочестия и великой заступницей за души умерших, о чём говорят многочисленные надписи в частных гробницах фиванского некрополя, а также изображения царицы с лицом чёрного цвета, что свидетельствовало о её отождествлении с божествами круга Осириса, прежде всего, с Исидой. В надписях Яхмос-Нефертари именуется «владычицей неба», «госпожой Запада», «той, чьи слова выполняются незамедлительно». Скипетры и предметы, связанные с царицей, считались святынями и хранились в нескольких храмах страны, в том числе — в храме Хатхор в Серабит эль-Хадим на Синае. Известны многочисленные культовые статуэтки обожествлённой царицы, порой созданные через несколько веков после её кончины.
Она основала некрополь Долины царей.
Мумия Яхмос-Нефертари в колоссальном саркофаге, выполненном из дерева и картонажа и длиной более 4 метров, была обнаружена в 1881 году в царской гробнице DB-320 в Дейр-эль-Бахри; здесь же была обнаружена мумия знатной дамы Райи, её кормилицы. Уникальный саркофаг изображает царицу во всем её величии: на её голове шути — высокая корона из двух перьев, в скрещённых руках — массивные символы вечной жизни анх; саркофаг интересен также тем, что в отличие от антропоморфных египетских гробов у него нет традиционной крышки, снималась лишь та её часть, что находилась ниже груди изображённой царицы. Развёрнутая ещё в XIX веке, мумия царицы хранилась столь неподобающим образом, что начала разлагаться; останки были спасены лишь при помощи специальных средств, применённых в процессе реставрации. Первоначальная гробница царицы и её сына, вероятно, находится в некрополе Дра Абу эль-Нага.

## Галерея

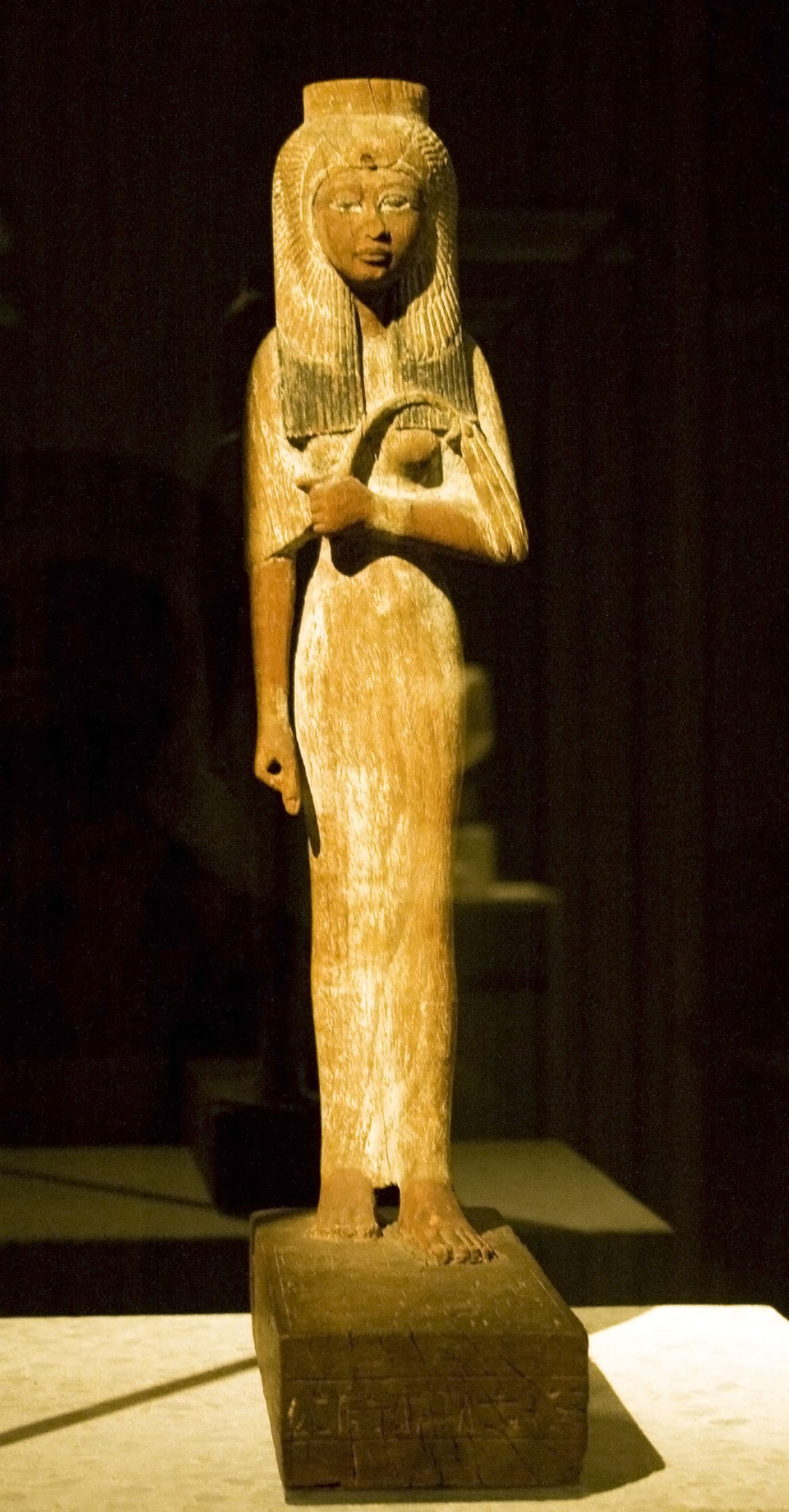
Яхмос-Нефертари, мать царя Аменхотепа I, Нового царства, династии XIX, c. 1200 до н.э., посмертная скульптура, дерево; Фивы
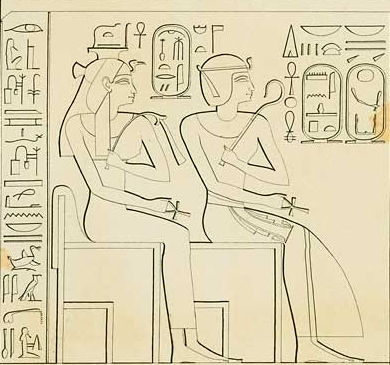
Яхмос-Нефертари и Аменхотеп I
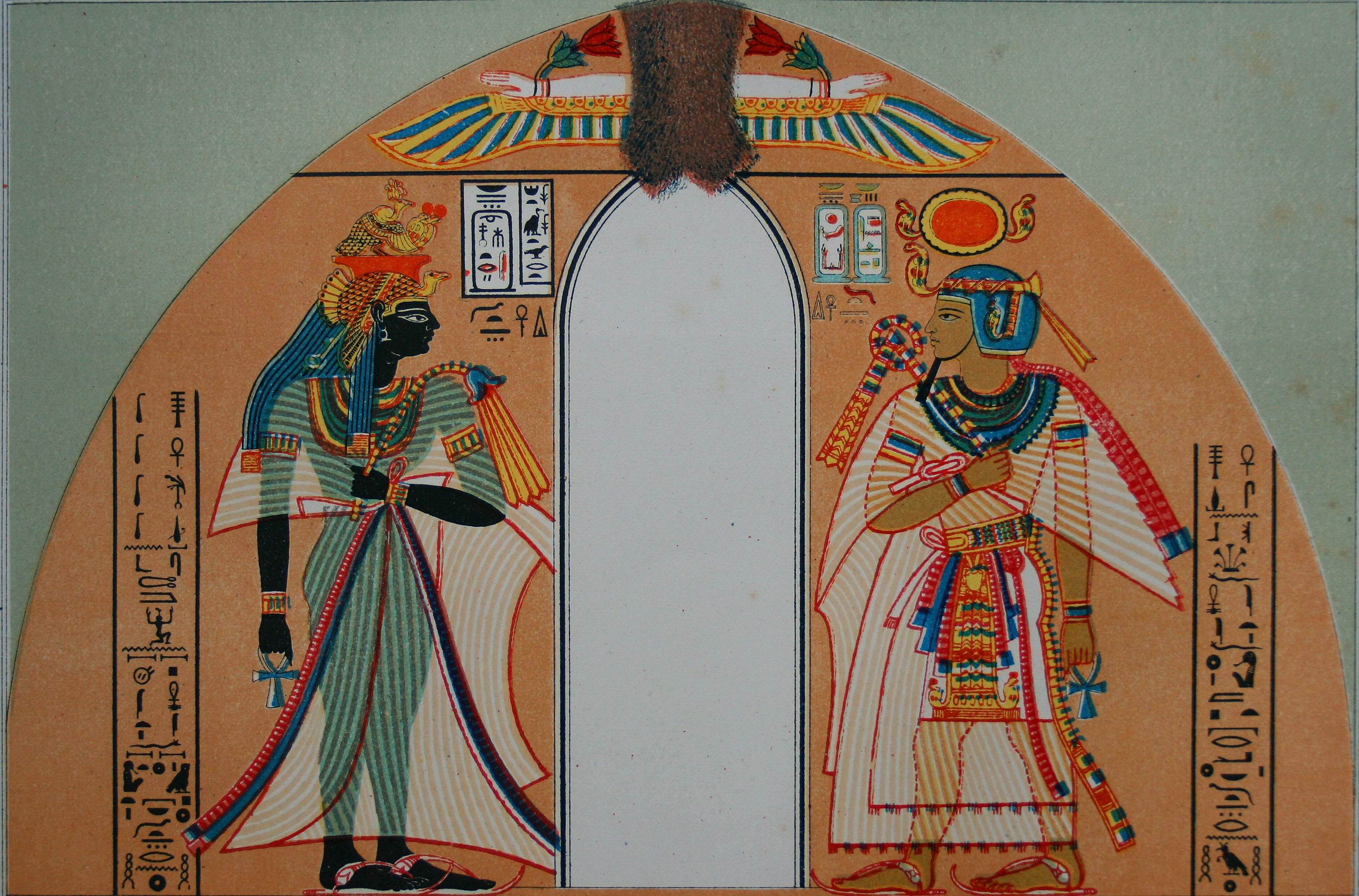
Аменхотеп I со своей матерью королевой Яхмос-Нефертари
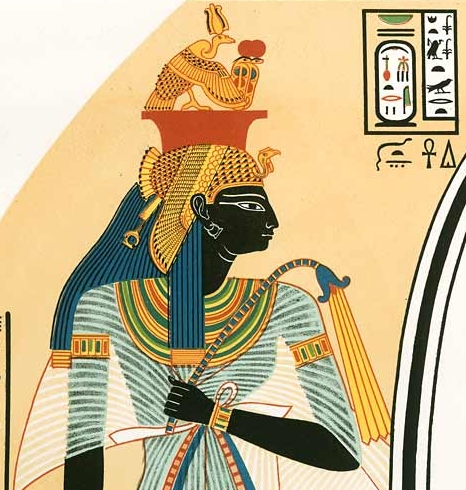
Яхмос-Нефертари

## Культурное влияние
Яхмос-Нефертари — одна из действующих лиц романа Нагиба Махфуза «Война в Фивах», повествующего об освобождении Египта из-под власти гиксосов.